# Krew: Ostatni wampir
Krew: Ostatni wampir (ang. Blood: The Last Vampire, w Japonii jako Last Blood (jap. ラスト・ブラッド Rasuto Buraddo; Ostatnia krew)) – horror w koprodukcji francusko-hongkońskiej z 2009 roku, remake japońskiego filmu anime z 2000 roku pod tytułem Blood: The Last Vampire. Zdjęcia kręcono w chińskiej prowincji Junnan (Dali, Kunming, Ten Chong) oraz w Argentynie (Ituzaingó, Morón, Vicente López).
Wyreżyserowany przez Chrisa Nahona we współpracy z francuską wytwórnią Pathé oraz hongkońską Edko, ten angielskojęzyczny film miał swoją premierę w Japonii 29 maja 2009 roku. Główną bohaterką filmu jest pół-człowiek, pół-wampir o imieniu Saya (Gianna Jun), która poluje na pełnej krwi wampiry we współpracy z ludźmi, choć jej głównym pragnieniem jest odnalezienie i zniszczenie Onigen, najpotężniejszej z wampirów.
W Polsce film ten dystrybuowany jest przez Best Film na płytach DVD.

## Fabuła
W metrze, przez nikogo niezauważona młoda dziewczyna zabija mężczyznę mieczem. Tą dziewczyną jest wyszkolona w zabijaniu Saya, 400-letni pół-człowiek, pół-wampir, która poluje na wampiry. Wychowana przez człowieka o imieniu Kato, obecnie współpracuje z tajemną organizacją znaną jako Rada, która również od wieków poluje na wampiry. Motywacją Sayi jest zemsta – od wieków poszukuje Onigen, najstarszej i najpotężniejszej z wampirów, która zamordowała jej ojca. Na swoją kolejną czystkę zostaje wysłana pod przykrywką uczennicy do szkoły znajdującej się na terenie amerykańskiej bazy wojskowej w Japonii.
Zostaje niezbyt chętnie przyjęta przez nową klasę. Z podobną niechęcią codziennie walczy także córka generała bazy, Alice McKee. Tego dnia instruktor kendo nakazuje Alice pozostanie po zajęciach i dalsze ćwiczenia, z powodu jej kiepskich wyników podczas zajęć. Gdy tylko nauczyciel wychodzi, do sali wchodzą uzbrojone w prawdziwe miecze jej dwie koleżanki z klasy – Sharon i Linda. Zaczynają jej dokuczać i grozić. Gdy sprawa zaczyna się robić mało zabawna, Saya pojawia się na czas by powstrzymać Sharon od rozpłatania gardła Alice. Pomimo prób ukrycia przez Sayę swoich poczynań, Alice widzi jak Sharon i Linda zostają zmasakrowane. Okazuje się, że obie dziewczyny były wampirami w przebraniu.
Ponieważ Rada bardzo szybko uporała się z uprzątnięciem całej sceny, ojciec Alice nie wierzy w opowieść córki. Zdeterminowana by przeprowadzić własne śledztwo, Alice idzie do pobliskiego baru w którym spodziewa się spotkać swojego nauczyciela kendo, który zwykle tam przesiaduje. Ku jej przerażeniu jej nauczyciel jak i wiele innych osób w barze okazuje się być wampirami. Ponownie Saya ratuje Alice z opresji i jest zmuszona stoczyć walkę z armią wampirów.
W tym czasie generał McKee bada sprawę tajemniczej Rady, która podszywała się pod CIA sprzątając w sali gimnastycznej. Alice pojawia się w domu akurat w momencie, gdy jej ojciec zostaje zamordowany. Ponieważ dziewczyna nie ma dokąd iść, Alice idzie do apartamentu Sayi by prosić ją o pomoc. Saya nigdy nie przysięgała swej wierności Radzie, więc chcąc nie chcąc chroni życie Alice. Uciekają z bazy w stronę gór.
W trakcie ucieczki zostają zaatakowane przez demona i auto wraz z nimi spada w przepaść. Gdy się budzą, okazuje się, że trafiły do przeszłości, do miejsca w którym dorastała Saya. Onigen pojawia się i walczy z Sayą, która w końcu pokonuje Onigen. Alice, która zostaje ranna podczas walki budzi się we wraku ciężarówki, skąd zostaje wyciągnięta przez służby ratownicze i przewieziona do szpitala. Jest później przesłuchiwana w sprawie śmierci swojego ojca, ale jej przesłuchujący nie wierzy w opowiedzianą mu historię o wampirach i Radzie.

## Obsada
- Gianna jako Saya
- Allison Miller jako Alice Mckee
- Liam Cunningham jako Michael
- JJ Feild jako Luke
- Koyuki jako Onigen
- Yasuaki Kurata jako Kato Takatora
- Michael Byrne jako Starszy
- Colin Salmon jako Powell
- Andrew Pleavin jako Frank Nielsen
- Larry Lamb jako generał Mckee
- Constantine Gregory jako pan Henry
- Masiela Lusha jako Sharon
- Ailish O’Connor jako Linda
- Joey Anaya jako istota
- Khary Payton jako istota

## Produkcja
W maju 2006 roku Bill Kong (producent filmów takich jak Przyczajony tygrys, ukryty smok) ogłosił produkcję aktorskiej adaptacji filmowej filmu animowanego Blood: The Last Vampire w reżyserii Ronny'ego Yu, który podobnie jak pierwotny materiał, miał zawierać dialogi w większej części po angielsku niż po japońsku. Kong i Yu pierwotnie planowani samodzielnie sfinansować projekt, ale  w listopadzie 2006 roku, firma Production I.G ogłosiła finansowe wsparcie dla projektu. W produkcji filmu miała również swój udział francuska firma Pathé, która stała się współtwórcą filmu, wspierając Hongkońską firmę Edko. W październiku 2007 roku pojawiły się informacje, że reżyserią filmu zajmie się jednak Chris Nahon.
Południowokoreańska aktorka Jun Ji-hyun, grająca rolę Sayi, na potrzeby produkcji przyjęła pseudonim Gianna.
We wczesnych ogłoszeniach podawano, że akcja filmu rozgrywać się będzie w 1948 roku w amerykańskiej bazie wojskowej w Tokio, wkrótce po zakończeniu działań związanych z II wojną światową, w czasie amerykańskiej okupacji Japonii, jednak w trakcie produkcji zmieniono czas akcji na lata 70. XX wieku (ten sam okres historyczny w którym rozgrywa się akcja w anime).

## Dystrybucja
Pierwotnie premiera filmu była zapowiedziana na wiosnę 2008 roku, ale ostatecznie film miał swoją premierę w Japonii 29 maja 2009 roku, w Wielkiej Brytanii 26 czerwca 2009 a w Stanach Zjednoczonych 10 lipca 2009.
W Polsce film ten dystrybuowany jest przez Best Film na płytach DVD.

## Odbiór
Film zarobił 473,992 dolarów w Japonii, a łącznie na świecie 5,731,143 dolarów. W pierwszym tygodniu w Stanach Zjednoczonych, gdzie film był wyświetlany jedynie w 20 kinach, zarobił 103,000 dolarów.
Cathy Rose A. Garcia z The Korea Times wskazała Jun jako prawdopodobnie jedyną dobrą stronę tego filmu, wskazując na przesadnie skomplikowaną fabułę, kiepskie efekty specjalne oraz przesadną i sztuczną grę aktorską pozostałej części obsady. Określiła również większość przemocy w filmie jako przesadną i bezcelową, a także zaznaczyła, że choć wyczyny kaskaderskie były imponujące, to jednak brakowało w nich oryginalności. Zarzuciła również finałowej scenie brak jakiegokolwiek klimatu i emocjonalnego napięcia.
Film uzyskał również negatywne recenzje od amerykańskich krytyków. Peter Debruge z magazynu Variety zarzucił montażyście Marcowi Caveowi zredukowanie scen walki do wrzawy pełnej cięć, a same efekty specjalne jako „spasmatyczne”. Komentując reżyserię stwierdził, że Nahon stawia w filmie na pierwszym miejscu wygląd i ruch, ignorując logikę fabuły. Wskazał również na fakt, że obraz został dopełniony nieprzyjemnym żółtym zabarwieniem, kojarzącym się ze staroświeckim efektem rodem ze starych chińskich filmów kungfu. Maggie Lee z The Hollywood Reporter chwaliła grę aktorską Jun twierdząc, że ponadprzeciętnie dobrze odegrała rolę bohaterki kina akcji, osobiście wykonując większość numerów kaskaderskich i wyglądając wyjątkowo uroczo w marynarskim mundurku. Jednakże zaznaczyła, że scenariuszowi brakło świeżości i głębi, a efekty specjalne i choreografia, mimo iż były bardzo dobre, to były mało imponujące, a zakończenie filmu przewidywalne.
Roger Ebert dał filmowi 3 na 4 gwiazdki, wskazując, że film był zaskakująco rozrywkowy. Wskazał jednak na niekonsekwencje fabularne w stosunku do scen akcji. Pomimo iż uznał Giannę za niezbyt przekonującą jako mistrzynię sztuk walki, pochwalił ją za „sympatyczną grę aktorską”, która sprawiła, że poszczególne sceny filmu uzupełniały się i współgrały ze sobą.
Film otrzymał tylko 22% „świeżości” w serwisie Rotten Tomatoes.